# 18556 Battiato
18556 Battiato è un asteroide della fascia principale. Scoperto nel 1997 presso l'osservatorio astronomico di Sormano, presenta un'orbita caratterizzata da un semiasse maggiore pari a 3,0563695 au e da un'eccentricità di 0,0118124, inclinata di 10,14026° rispetto all'eclittica.
L'asteroide è intitolato al cantautore italiano Franco Battiato (1945-2021).